# Saraj (Den Gyldne Horde)
|  | Forr andre betydninger, se Saraj |
Saraj (fra persisk sarāy, "palæ" eller "palads") var navnet på formentlig to byer ved nedre Volga, der var fungerende hovedstad for Den Gyldne Horde, et tyrkisk-mongolsk kongerige, der kontrollerede det meste af det nordvestlige Asien og Østeuropa i 1200- og 1300-tallet. Der er betydelig uenighed mellem forskere om, hvilke arkæologiske steder, der er knyttet til de historiske kilders forskellige referencer til Sarāy, Sarāy-i Bātū ("Saraj-Batu"), Sarāy-i Barka ("Barkas Saraj"), Sarāy al-Jadīd ("Nye Saraj") og Sarāy al-Maḥrūsah ("Gudsvelsignede Saraj").

## Gamle Saraj
Det oprindelige Saraj, "Gammel Saraj" blev grundlagt af den mongolske hersker Batu Khan (1227-1255). Byen er omtalt flere steder som "Saraj Batu", Sarāy-i Bātū) og i en eksplicit udtalelse fra franciskaneren William af Rubruck, der besøgte Batu i 1253 eller i 1254 på vej til khan Möngkes hof ved Qaraqorum. Williams beskrivelse: "Saraj, den nye by, som Baatu skaber på Etilia" betragtes som den første historiske reference til byen; et par passager senere omtaler han den samme bebyggelse som "Saraj og Baatu-paladset". Den noget senere persiske historiker Ata-Malik Juvayni beskriver denne bosættelse som både "lejr" (muḫayyam) og "by" (šahr), hvilket afspejler dens dobbelte funktion, gradvise udvikling, og muligvis de forskellige måder beboerne i byen har levet.
Som det primære hjemsted for Batu Khan, Berke Khan og disses efterfølgere blev Saraj den faktiske hovedstad i et mægtigt imperium. Forskellige russiske fyrster rejste til Saraj for at sværge troskab mod khanen og for at modtage khanens accept af deres autoritet. I 1261 blev byen hjemsted for et bispedømme under den ortodokse kirke (Krutitsij) og i 1315 tillige hjemsted for et katolsk bispedømme. Byen husede tillige gravpladser for khanerne; da Berke døde i 1266, blev han begravet i Saraj. Berke havde formentlig fortsat udviklingen af byen og tiltrukket en muslimsk befolkning. Der omtales i kilder også et Berkes Saraj, men det antages, at der er tale om den samme by.
De tidligste mønter, der blev slået i Saraj blev præget med Berke Khan omkring 1264-1265.

## Ny Saraj
"Ny Saraj" (Sarāy al-Jadīd) anses at være grundlagt af Öz Beg Khan i første halvdel af 1300-tallet. Den tidligste eksplicitte refence til en by med dette navn er en besked om Öz Begs død, hvori det angives, at han døde i "Ny Saraj" i marts-april 1341. Den timuridiske historiker Ibn ʿArabshāh skrev, at "der gik 63 år mellem grundlæggelsen af Saraj og byen genopbygning", hvilket fører til, at Ny Saraj var grundlagt 63 måneår før Timurernes plyndring af byen i vinteren 1395–1396, dvs. en grundlæggelse i 1334–1335. Oprindelsen af mønter med påskriften "Saraj" er uklar, men mønter med påskriften "Ny Saraj" blev slået fra 1342. Årsagerne til, at hovedstaden blev flyttet er ikke kendte, ligesom det er omdiskuteret, hvor de to byer lå. Det er af nogle forskere foreslået, at flytningen skete som følge af ændringer i vandstand i Det Kaspiske Hav og ændringer af vandvejene i Volgas floddelta.
Saraj og flere andre af Den Gyldne Hordes bycentre langs nedre Volga blomstrede som følge af handlen og oplevede kulturel fremgang. Der er under udgravninger fundet et astrolabie (et avanceret instrument til navigation) og Ny Saraj husede mange poeter og kunstnere.
Byens fremgang og rigdom var truet af konstante politisk og militær ustabilitet. Magtforholdene i Den Gyldne Horde efter 1361 var ustabilie og flere krigherrer i horden konkurrerende om magten og om kontrollen med Ny Saraj. Eksempelvis indtog herskeren Mamai Ny Saraj fire eller fem gang mellem 1362 og 1375/1376 og mistede hver gang byen til sine rivaler. Den interne konflikt i Den Gyldne Horde kulminerede, da den centralasiatiske erobrer Timur Lenk i vinteren 1395-96 plyndrede og nedbrændte Saraj. Byen blev delvist genopbygget og var fungerende i 1402. I 1420'erne blev der slået mønter i byen, selvom Den Gyldne Horde fortsat var ustabil. Den russiske opdagelsesrejsende Afanasij Nikitin besøgte byen i 1469. Ny Saraj blev i 1471 plyndret af usjkujnikere, flodpirater fra Kirov. Byen blev igen plyndret i 1480 af Storfyrstendømmet Moskva sammen med Krim-khanatets landflygtige fyrste Nur Devlet på ordre fra Ivan 3. som hævn for Khan Ahmeds angreb på Moskva. Byens endeligt fandt sted i juni 1502, da Krim-khanatet Khan Meñli 1. Giray plyndrede og nedbrændte byen. Da Ivan 4. i 1556 erobrede Astrakhan-khanatet passerede tropperne forbi resterne af Saraj og ødelagde de sidste rester af byen. Efter Rusland tog kontrol med områderne omkring Volgas nedre løb opførte Rusland nye befæstede byer i Astrakhan i 1558 og i Tsaritsyn (i dag Volgograd) i 1589.